# 김성도 (독도리 이장)
김성도(1939년 ~ 2018년 10월 21일)는 독도에 살았던 민간인 남성이자 독도리 이장이었다.

## 약력
- 김성도는 1991년 11월 17일 독도로 주민등록을 등재한 독도의 주민이다.
- 2007년 4월 6일 독도리 이장에 취임하였다.
- 2013년 5월 21일 독도사랑카페를 운영하여 2014년 1월 독도주민 최초로 국세를 납부하였다.[1]
- 김성도의 국세 납부는 국제법상 독도의 지위를 한국 과세권이 미치는 대한민국 영토임을 증명하여 독도의 실효적 지배를 더욱 공고히 하는데 기여 했다는 평가를 받는다.
- 이러한 공로를 인정받아 김성도는 '독도 최초 주민' 고  최종덕 씨와 함께 2019년 5월 31일 '제24회 바다의 날 기념식'에서 국민훈장목련장을 수상했다.[2]